# Hypopnoe
Als Hypopnoe (gr. hypo (ὑπό) unter; gr. pnoe Atem) wird ein Ereignis während der Atmung bezeichnet, bei dem es zu einer Verminderung des Atemflusses kommt.
Bei einem mehr oder weniger langen vollständigen Aussetzen der Atmung spricht man hingegen von einer Apnoe. Diese Ereignisse treten im Rahmen von Atemregulationsstörungen wie dem Schlaf-Apnoe-Syndrom oder der Cheyne-Stokes-Atmung auf. 

## Messung und Auswertung
Um Hypopnoen nachzuweisen, wird der nasale Atemdruck mit Hilfe von Drucksensoren und Druckwandlern gemessen. Zusätzlich werden die Messwerte eines Oxymeters benötigt, da auch die Sauerstoffsättigung des Blutes in die Bewertung dieser respiratorischen Ereignisse eingeht. Zur Feststellung von Apnoen genügen hingegen Temperatursensoren. 
Messung und Auswertung erfolgen im Schlaflabor im Rahmen der Polysomnographie und richten sich nach den aktuellen Empfehlungen der Amerikanischen Gesellschaft für Schlafmedizin (AASM).
Als Merkmal einer Hypopnoe werden in der Definition folgende Fälle unterschieden:
- eine Verminderung des Atemflusses um mindestens 30 % des Ausgangswertes bei mindestens 4 % verminderter Sauerstoffsättigung oder
- eine Verminderung des Atemflusses um mindestens 50 % des Ausgangswertes, wenn entweder die Sauerstoffsättigung um mindestens 3 % verminderter oder das Ereignis mit einem Arousal assoziiert ist.

Die Dauer des Ereignisses muss jeweils mindestens zehn Sekunden betragen, wobei die genannten Werte über mindestens 90 % dieser Zeit vorliegen müssen.

## Apnoe-Hypopnoe-Index
Die Anzahl dieser Ereignisse und die der Apnoen pro Stunde Schlaf wird als Apnoe-Hypopnoe-Index (AHI) bei der Beurteilung der Schwere einer „Schlafbezogenen Atmungsstörung“ herangezogen.
Durch Unterschiede bei der Bewertung der Hypopnoen nach älteren Regeln und den beiden nun gültigen, alternativ anzuwenden Regeln kommt es zu erheblichen Unterschieden bei der Bestimmung des AHI mit Auswirkungen auf die Vergleichbarkeit von Studienergebnissen.